# Flash Gordon (1936)

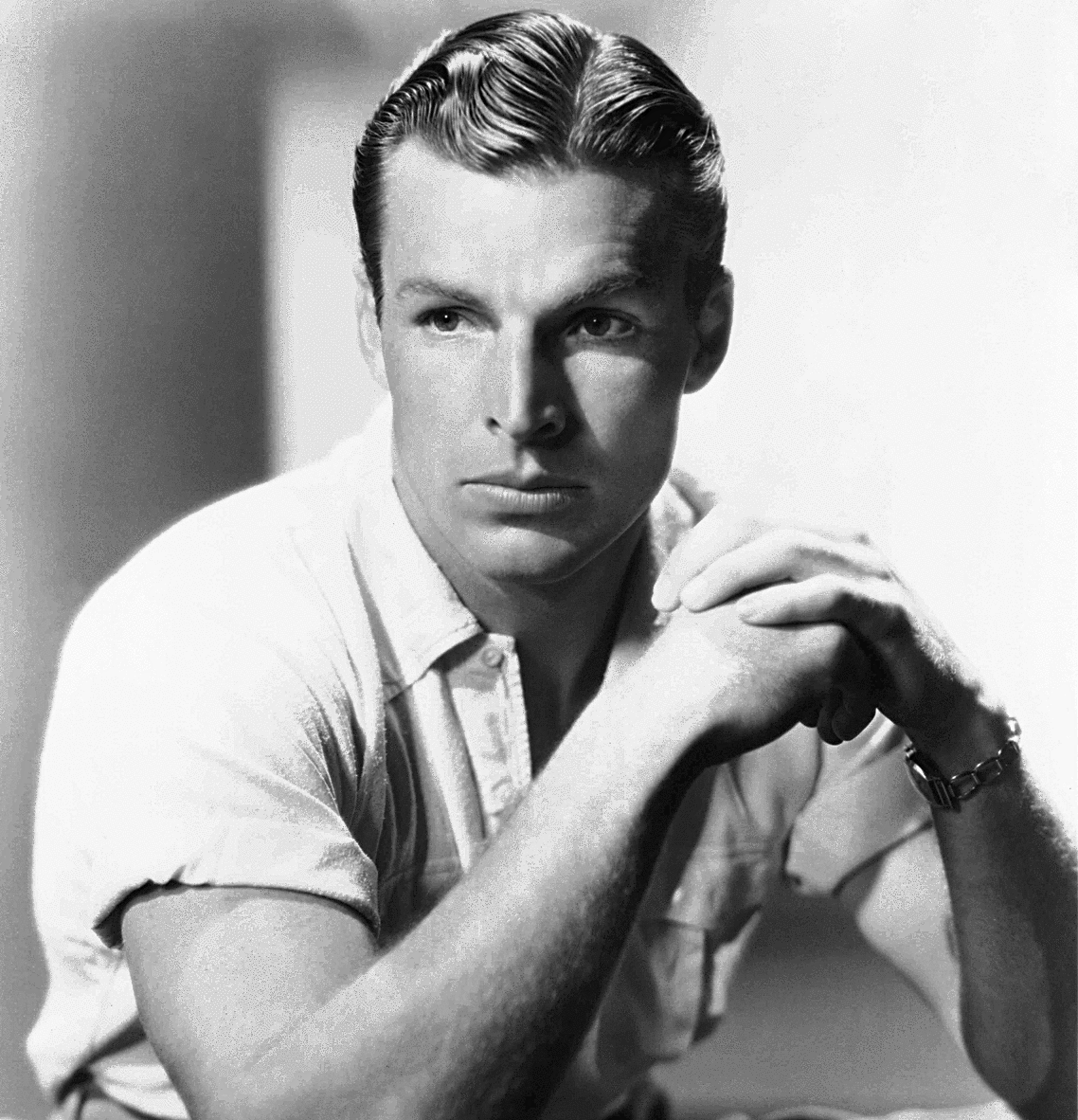
Buster Crabbe, intérprete de Flash Gordon nos três seriados da Universal Pictures.

Flash Gordon é um cinesseriado estadunidense de 1936, no gênero ficção científica, com a direção de Frederick Stephani e produzido pela Universal Studios, em 13 capítulos. O seriado apresenta as aventuras do personagem de histórias em quadrinhos Flash Gordon, criado por Alex Raymond, relatando sua viagem ao planeta Mongo e seu encontro com o Imperador Ming the Merciless. Buster Crabbe, Jean Rogers, Charles B. Middleton, Priscilla Lawson e Frank Shannon interpretam os papéis principais. Em 1996, Flash Gordon foi selecionado para preservação no United States National Film Registry, da Biblioteca do Congresso, por ser considerado significativo culturalmente, historicamente e esteticamente.
Nos anos 1950, o seriado foi relançado pela televisão sob o título Space Soldiers, juntamente com os outros dois seriados sequenciais sobre Flash Gordon (que foram lançados como Space Soldiers' Trip to Mars e Space Soldiers Conquer the Universe). Também nos anos 1950, foi lançada uma edição de 72 minutos, sob o título Rocket Ship.

## Sinopse
1. The Planet of Peril
O Planeta Mongo está na rota de colisão com a Terra. Dr. Alexis Zarkov vai em sua nave espacial para Mongo, com Flash Gordon e Dale Arden como seus assistentes. Eles encontram o planeta governado pelo cruel Imperador Ming, que cobiça Dale e envia Flash para lutar na arena. A filha de Ming, Princesa Aura, tenta poupar a vida de Flash.
2. The Tunnel of Terror
Aura ajuda Flash a escapar e, enquanto Zarkov é colocado para trabalhar no laboratório de Ming, Dale está preparado para seu casamento com Ming. Flash encontra o Príncipe Thun, líder dos Homens-Leão, e retorna ao palácio para salvar Dale.
3. Captured by Shark Men
Flash pára a cerimõnia de casamento, mas Dale é capturada pelo Rei Kala, governador dos Homens-Tubarão e seguidor de Ming. Sob ordens de Ming, Kala força Flash a voar com um gigante octosak.
4. Battling the Sea Beast
Aura e Thun resgatam Flash. Tentando manter Flash longe de Dale, Aura destrói os mecanismos que regulam a cidade submarina.
5. The Destroying Ray
Flash, Dale, Aura e Thun escapam da cidade submarina, mas são capturados pelo Rei Vultan e os Homens-Falcão. Dr. Zarkov faz amizade com o príncipe Barin, e eles correm para o resgate.
6. Flaming Torture
Dale finge apaixonar-se pelo Rei Vultan para salvar Flash, Barin e Thun, que são colocados para trabalhar nas fornalhas atômicas dos Homens-Falcão.
7. Shattering Doom
Flash, Barin, Thun e Zarkov provocam uma explosão nas fornalhas atômicas.
8. Tournament of Death
Dr. Zarkov salva a cidade dos Homens-Falcão da destruição, e em gratidão, o Rei Vultan entrega Flash e seus amigos. Ming insiste em que o Flash lute num Torneio da Morte contra um adversário mascarado, e um orangopoid.
9. Fighting the Fire Dragon
Flash sobrevive ao torneio. Ainda determinada a conquistar Flash, Aura o droga para fazê-lo perder a sua memória.
10. The Unseen Peril
Flash recobra sua memória. Ming está determinado a executar Flash.
11. In the Claws of the Tigron
Zarkov inventa uma máquina para tornar Flash invisível. Barin esconde Dale nas catacumbas, mas Auraa rastreia.
12. Trapped in the Turret
Aura percebe o erro de suas escolhas, e se apaixona por Barin. Ela tenta ajudar Flash e seus amigos para voltarem à Terra  — mas Ming planeja matá-los.
13. Rocketing to Earth
Ming ordena que o povo da Terra seja capturado e morto, mas Flash e seus amigos escapam das garras do imperador. Flash, Dale e Zarkov voltam triunfantemente à Terra.

## Elenco
- Buster Crabbe como Flash Gordon. Crabbe tinha os cabelos loiros tingidos, a fim de parecer mais como a história em quadrinhos de Flash Gordon. Ele era muito auto-consciente sobre isso e mantinha seu chapéu em público em todos os momentos, mesmo com as mulheres presentes. Ele não gostava que os homens assobiassem para ele[1][1][2].
- Jean Rogers como Dale Arden. Rogers também teve seus cabelos pintados de loiro, "aparentemente para capitalizar a popularidade de Jean Harlow". Ambas eram naturalmente morenas.[1]
- Charles B. Middleton como “Ming the Merciless”. Ming é caracterizado nos moldes de Fu Manchu neste seriado.[1]
- Priscilla Lawson como Princesa Aura
- Frank Shannon como Dr. Alexis Zarkov
- Richard Alexander como Príncipe Barin. Alexandre ajudou a projetar o seu próprio traje, que incluía um peitoral de couro pintado de ouro.[1]
- Jack 'Tiny' Lipson como Príncipe Vultan
- Theodore Lorch como Segundo Sumo Sacerdote
- James Pierce como Príncipe Thun. "Big Jim" Pierce interpretou Tarzan em Tarzan and the Golden Lion. De acordo com o criador de Tarzan, Edgar Rice Burroughs, foi um retrato perfeito de Tarzan. Ele casou com Joan Burroughs, filha de Edgard, em 8 de agosto de 1928, após conhecê-la nos sets da filmagem. Como presente de casamento, Burroughs incluiu uma cláusula no próximo contrato que determinava  Pierce para interpretar Tarzan. Este contrato, posteriormente, levou para a filmagem do seriado Tarzan the Fearless (Tarzan, o Destemido). A despeito do contrato, Pierce não estrelou o seriado, após ser enganado e deixar o papel em favor do companheiro ator Buster Crabbe (este seria o primeiro papel do futuro "Rei dos Seriados").[3]
- Duke York como Rei Kala
- Earl Askam como Diretor da Tocha
- Lon Poff como Primeiro Sumo Sacerdote
- Richard Tucker como Professor Gordon
- George Cleveland como Professor Hensley
- Muriel Goodspeed como Zona
- Glenn Strange (um dos Franenstein do cinema) como Homem-Dinossauro
- Ray “Crash” Corrigan, sob as vestes do orangopoid, um gorila modificado[2][1]
- Monte Montague, soldado Ming
- William Desmond, Vigia do capitão (não-creditado)
- Al Ferguson, (não-creditado)
- Lane Chandler, soldado Ming (não-creditado)

## Produção
De acordo com Harmon e Glut, Flash Gordon teve um orçamento de um milhão de dólares. Stedman, no entanto, relata que foi "declaradamente" $350,000.
Em 1936, a Universal Pictures, inspirada no sucesso dos quadrinhos, resolveu fazer o seriado Flash Gordon, sob direção de Henry McRae e estrelado por Buster Crabbe. O seriado teve 13 capítulos e utilizou, para criar seus efeitos e compor a estranha paisagem do planeta Mongo, cenários de filmes anteriores, como The Midnight Sun (1927) (sequência de dança), Frankestein (1931) (a base de Zarkov), The Mummy (1932) (o ídolo egípcio, que se tornou o ídolo do Grande Deus Tao), e The Invisible Ray (1936). Além dos cenários, também foram aproveitados trechos de trilhas musicais de filmes anteriores, tais como The Invisible Man (1933), Werewolf of London (1935), Bride of Frankenstein (1935), além de trechos da música de Tchaikovski Romeu and Juliet. As locações foram em interiores ou nos estúdios da Universal Pictures, com poucas externas, filmadas no Bronson Canyon.
Flash Gordon foi destinado a reconquistar um público adulto para os seriados, e foi exibido nos cinemas 'A' das grandes cidades nos Estados Unidos. Muitos jornais, inclusive alguns que não se dedicavam aos quadrinhos de Flash Gordon, apresentavam histórias de três quartos de página em suas páginas de entretenimento, com desenhos de Alex Raymond e fotos do seriado
Flash Gordon foi o primeiro seriado de ficção científica absoluta, embora folhetins anteriores continham elementos de ficção científica, como "dispositivos". Seis dos quatorze seriados de ficção científica foram liberados no prazo de cinco anos de Flash Gordon.
O seriado foi posteriormente lançado como um filme de 97 minutos chamado Rocket Ship. Títulos alternativos para esse filme incluem Spaceship to the Unknown e Atomic Rocketship. A versão para televisão foi denominada Space Soldiers.

### Dublês
- Eddie Parker dublou Buster Crabbe.[1]
- Ray Corrigan
- Jerry Frank
- Tom Steele

## Crítica
O final do capítulo cinco, onde Vultan encontra Dale Arden, é considerado "um dos momentos mais eróticos de filmagem censuradas por Hollywood, após as rédeas da censura do Código Hays terem sido reforçadas em 1934", segundo Stedman.

## Exibição em Portugal
Flash Gordon estreou nos cinemas portugueses a 19 de janeiro de 1938 e foi exibida em televisão na RTP2, entre 21 de outubro de 1978 e 20 de janeiro de 1979, aos sábados à noite.